# Asesinato de Sam Nordquist
En febrero de 2025, Sam Nordquist, un hombre trans de 24 años de Minnesota, fue asesinado tras ser torturado durante más de un mes.
Nordquist fue torturado entre diciembre de 2024 y febrero de 2025 antes de ser asesinado, según un comunicado de prensa de policía del 14 de febrero de 2025.
En Canandaigua, la Policía Estatal de Nueva York en colaboración con las fuerzas del orden locales, arrestó y acusó a cinco personas, de entre 19 y 38 años, de asesinato en segundo grado con agravante de indiferencia extrema, según el comunicado.El 20 de febrero fueron arrestados dos sospechosos más que fueron acusados del mismo crimen: una mujer de 29 años y un hombre de 21 años.

## Sam Nordquist
Nordquist nació en Red Wing, Minnesota y asistió a la escuela secundaria Red Wing. Trabajó en un hogar para personas discapacitadas en Little Canada. Nordquist se identificaba como birracial y tenía una buena relación con su madre y sus dos hermanos.
Nordquist abandonó Minnesota el 28 de septiembre de 2024, con el objetivo de pasar dos semanas con su novia en línea en Nueva York. Su familia perdió contacto con él después del 31 de enero, fecha en la que se comunicó con él por mensaje de texto. Su última llamada con él tuvo lugar el 1 de enero. y afirmó que hasta el momento de su desaparición, en los mensajes que les mandaba no parecía "ser él mismo". Según su madre, Linda Nordquist, la familia había solicitado en varias ocasiones, durante los meses anteriores, que la policía comprobara que Nordquist estuviera bien, algo que no sucedió. Su madre también ha indicado que tiene un correo electrónico de Servicios Sociales del Condado de Ontario en el que se informa de que Nordquist no se había vuelto a poner en contacto con ellos después de pedir ayuda al necesitar un «plan de escape».

## Muerte
Nordquist fue declarado desaparecido desde diciembre de 2024. La policía del estado de Nueva York realizó una visita para comprobar el bienestar de Nordquist el 9 de febrero, después de que la familia de Nordquist presentara un informe de desaparición ante la policía de Canandaigua ese mismo día. La policía registró una habitación en el motel Patty's Lodge en Hopewell, en el condado de Ontario, donde Nordquist y al menos uno de los sospechosos habían estado supuestamente viviendo juntos. Dentro de la habitación la policía encontró indicios de abuso.
La capitana Kelly Swift de la policía del estado de Nueva York dijo en una conferencia de prensa el 14 de febrero que, basándose en las pruebas y declaraciones de múltiples testigos, Nordquist habría sufrido abuso físico y psicológico prolongado por parte de múltiples personas antes de su muerte. Según informes policiales, los sospechosos habrían agredido sexualmente a Nordquist con la pata de una mesa y un palo de escoba, y fue golpeado con palos, juguetes para perros, cuerdas y cinturones antes de sucumbir a sus heridas. Estos abusos tuvieron lugar desde principios de diciembre de 2024 hasta febrero de 2025.
El 13 de febrero se encontraron restos humanos que se cree que pertenecen a Nordquist en un campo del condado de Yates, a unas 50 millas al sureste de Rochester. En una rueda de prensa llevada a cabo el 14 de febrero, la oficial Swift informó de que el cuerpo de Nordquist había sido movido en un intento por ocultar el crimen. Swift calificó el caso como «uno de los crímenes más horribles» que había visto en su carrera policial.

## Investigación
El fiscal de distrito del condado de Ontario emitió una declaración en la que afirmaba que no tenían pruebas de que el asesinato hubiera sido un crimen de odio. La Oficina del Médico Forense del Condado de Monroe tiene pendiente llevar a cabo una autopsia.
Las autoridades locales y la policía del estado de Nueva York arrestaron a cinco sospechosos de entre 19 y 38 años el 13 de febrero. Se les acusó de asesinato en segundo grado con agravante de indiferencia extrema. Según la policía, "los acusados se conocían entre ellos, se identificaban como parte de la comunidad LGBTQ+, y al menos uno de ellos vivía con Sam hasta, al menos, poco antes del crimen".
Uno de los sospechosos, Patrick Goodwin, de 30 años, ya había sido condenado por abuso sexual infantil en 2015. Salió de prisión prisión en 2023. Otro de los sospechosos, Kyle Sage, de 33 años, fue condenado por robo y distribución de pornografía a una persona menor de edad y terminó de cumplir su condena en mayo de 2024. Precious Arzuaga, de 38 años, había sido condenado por robo e intrusión.

## Repercusiones
Poco después del descubrimiento de la muerte de Nordquist tuvieron lugar varias vigilias, una de ellas en Red Wing, Minnesota, donde cursó la escuela secundaria. Las personas que organizaron la vigilia están considerando homenajear a Nordquist en una exhibición próxima que habla de la historia LGBTQ+ de Minnesota. Ese mismo día también se celebró otra vigilia en una biblioteca pública de Canandaigua, Nueva York.

## Reacciones
La asociación Rochester LGBTQ+ Together afirmó sentirse «enojados y disgustados» al conocer el asesinato de Nordquist.
En Bluesky, el gobernador de Minnesota, Tim Walz, señaló que los acontecimientos en torno al asesinato de Nordquist habían sido "profundamente perturbadores" y que "Minnesota apoya a nuestros vecinos LGBTQ contra este impensable crimen". La gobernadora de Nueva York, Kathy Hochul, emitió una declaración el 15 de febrero en la que afirmó que su despacho brindaría todo el apoyo necesario para poder hacer justicia para Nordquist, y ofreció su apoyo a la familia de Nordquist y a cualquier persona que lo necesitara.
Linda Nordquist, madre de Sam Nordquist, dio una entrevista para la cadena WROC, afiliada de NewsNation, en la que afirmó que su hijo «te habría dado hasta la camisa que llevaba puesta». Añadió que era «muy amable, amaba a su familia, amaba a sus sobrinos, era muy extrovertido y trabajaba duro». Cuando se le preguntó sobre las cinco personas detenidas, respondió: «Pueden pudrirse. Son escoria, son malvados, no sé cómo alguien puede ser tan malvado».
Tres miembros del consejo municipal de Rochester compartieron un comunicado de prensa en el que expresaron: «Reafirmamos nuestro compromiso de proteger los derechos de las personas trans y garantizar la seguridad de todos. Queremos dejar claro que pertenecen a nuestra comunidad, de manera plena, abierta y sin miedo».
La New Pride Agenda, una asociación por los derechos del colectivo LGBTQ+ con sede en Nueva York, afirmó que estaban «devastados y enfurecidos» por el asesinato de Nordquist, y que «este no es un incidente aislado; es una consecuencia trágica de la creciente cultura del odio en nuestra sociedad».
El New York City Anti Violence Project  publicó una declaración en la que afirmaba que, independientemente de si las fuerzas del orden clasificaron el asesinato como un delito de odio, la violencia anti-trans suele cruzarse con el racismo, la violencia de odio y la violencia de pareja, y señaló que aproximadamente el 30% de los homicidios de personas trans el año pasado fueron cometidos por alguien que la víctima conocía. El director ejecutivo del proyecto afirmó que el asesinato se basó en una combinación de factores que incluyen «la creciente permisividad hacia el sentimiento anti-trans, la falta de apoyo a las personas trans de color que buscan relaciones cercanas y una indiferencia cultural hacia la humanidad de las personas LGBTQ».
GLAAD, la organización de defensa LGBTQ más grande del país, ha instado a los fiscales de Nueva York a presentar cargos por delitos de odio. En un comunicado de prensa, afirmaron: «Si bien nos alienta ver que las fuerzas del orden actúan rápidamente para investigar este hecho horrible, advertimos a los investigadores que no descarten los cargos por delitos de odio» y «el odio anti-LGBTQ puede ser perpetrado por cualquier persona, independientemente de su relación con la víctima o su propia identidad de género u orientación sexual».